# Hama (Syrien)
Hama (arabisch حماة, DMG Ḥamāh, luwisch Imat, reichsaramäisch ܚܡܬ Ḥamat, hebräisch חמה Ḥamah „Festung“) ist die Hauptstadt des Gouvernements Hama in Syrien. Die Stadt liegt am Orontes im Zentrum der mittelsyrischen Ackerbauebene an der Fernstraße zwischen Aleppo und Damaskus. Sie gehört zu den ältesten durchgehend besiedelten Städten Syriens. Die Einwohner Hamas stehen in dem Ruf, islamisch-konservativ zu sein.  

## Bevölkerung
Die Einwohnerzahl wurde für 2012 mit 527.429 berechnet. Für die 1920er Jahre werden 35.000 angegeben, für die 1960er Jahre 130.000, mit Vororten 200.000. In der ersten Hälfte des 20. Jahrhunderts waren knapp ein Fünftel der Bevölkerung Christen.

## Geschichte
Das Gebiet um Hama ist seit 10.000 v. Chr. durchgängig besiedelt, einzelne Spuren reichen bis in die Altsteinzeit zurück.
Dänische Archäologen entdeckten bei Ausgrabungen 1931 bis 1938 an dem am nördlichen Stadtrand des modernen Hama gelegenen Haupthügel Siedlungsspuren aus dem 5. vorchristlichen Jahrtausend und insgesamt zwölf Schichten bis in die islamische Zeit. Der Tell war 336 m lang, 215 m breit und 46 m hoch.
| Schicht | Datierung nach Ingholt | Kultur                      |
| ------- | ---------------------- | --------------------------- |
| M       | 5. Jahrtausend v. Chr. |                             |
| L       | 2700–2200 v. Chr.      |                             |
| K       | ca. 3000 v. Chr.       |                             |
| J       | 2400–2000 v. Chr.      |                             |
| H       | 1950–1750 v. Chr.      |                             |
| G       | 1750–1600 v. Chr.      |                             |
| F       |                        |                             |
| E       | bis 720 v. Chr.        | Aramäisch                   |
| D       |                        | Assyrisch bis hellenistisch |
| C       |                        | Römisch                     |
| B       |                        | Byzantinisch                |
| A       | 950–1400 n. Chr.       | Arabisch                    |

In Hama wurden hieroglyphen-luwische Inschriften und einige Graffiti in aramäischer Sprache gefunden. Hinzu kommen etwa zwanzig Keilschrifttafeln. Nach dem Zusammenbruch des Hethitischen Großreichs, etwa vom Beginn des letzten vorchristlichen Jahrtausends bis ca. 720 vor Christus, war Hama Hauptstadt und Herrschersitz des syro-hethitischen Königreiches Hamath, das bis ins Gebiet von Aleppo reichte.

### Assyrische Herrschaft
Die Westexpansion des Assyrischen Reiches brachte im 9. Jahrhundert auch Hama in Bedrängnis. In der Schlacht bei Qarqar am Orontes 853 v. Chr. trat König Irhuleni (Urhilina) den Assyrern unter Salmānu-ašarēd III. (858 v. Chr. bis ca. 824 v. Chr.) gemeinsam mit seinen Verbündeten, u. a. Damaskus, Israel und die phönizischen Küstenstädte, bei Qarqar am Orontes entgegen. Dabei konnte der assyrische Großkönig zwar mehrere Städte erobern. Wie nachfolgende Schlachten der Jahre bis 845 zeigen, scheint ihm dabei jedoch kein durchschlagender Erfolg beschieden gewesen zu sein.
Ab wann Hama unter assyrischer Oberherrschaft stand, ist unklar, für den Beginn des 8. Jahrhunderts ist es jedoch belegt. In diese Zeit fallen etwa die von König Zakkur von Hama in seiner Stele berichteten Ereignisse: Er wurde durch eine Koalition von Qu'e, Unqi, Meliddu, Ja’udi und Bir-Hadad III. bedroht, aber durch göttliche Hilfe und nicht zuletzt einen Feldzug Adad-niraris III. gerettet.
Nach einem Aufstand wurde Hama 738 v. Chr. von den Assyrern zurückerobert und sein Gebiet verkleinert, aber nicht annektiert. Vielmehr begegnet in den Tributlisten der Jahre 738 und 732 ein Vasallenkönig namens Eni-ilu. Wenig später ereignete sich unter König Jau-bi'di ein letzter Aufstand. Nach einer Inschrift von Sargon II. hatte Jau-bi'di, „einer aus dem Troß“, „ein böser Hethiter“ die Macht in Hama an sich gerissen und sich dann mit Arpad, Simirra, Aram und Samaria verbündet. Der assyrische König sammelte seine Truppen in Qarqar, der Lieblingsstadt von Jau-bi'di, die er belagerte und verbrannte. Jau-bi'di wurde bei lebendigem Leibe die Haut abgezogen, „seine Haut rot wie Wolle gefärbt“, und Sargon schuf, wie er sich rühmte, wieder Ordnung und Harmonie in der Region. Die Schindung Jau-bi'dis ist im Saal VIII (Platte 25) in Nimrud bildlich dargestellt. Danach zog Sargon gegen Hanunu von Gaza, der bei Rapihu vernichtend geschlagen und gefangen wurde, während sein Verbündeter Re'e, der „Tartan“ des ägyptischen Pharao, zurück nach Ägypten floh. Nach 2. Könige 17 in der Bibel siedelte Sargon Bewohner des eroberten Hamath in das 722 v. Chr. neu eroberte Samaria um. 719 v. Chr. wurden Itti von Allabria und seine Anhänger von Sargon II. nach Hamath deportiert. Ob Hama anschließend Sitz eines assyrischen Provinzgouverneurs wurde, ist unklar.

### Hellenistische und römische Zeit
Von Antiochos IV. Epiphanes wurde die Stadt in Epiphania (Epiphaneia) umbenannt. Die Stadt fiel nach der Liquidierung des Seleukidenreichs an Rom. In der Spätantike stammten drei Historiker aus Epiphania: Eustathios von Epiphaneia, Euagrios Scholastikos und Johannes von Epiphaneia. Eine Inschrift aus dem Jahr 595 belegt, dass in diesem Jahr die Kathedrale, die spätere Moschee, renoviert wurde.

### Mittelalter

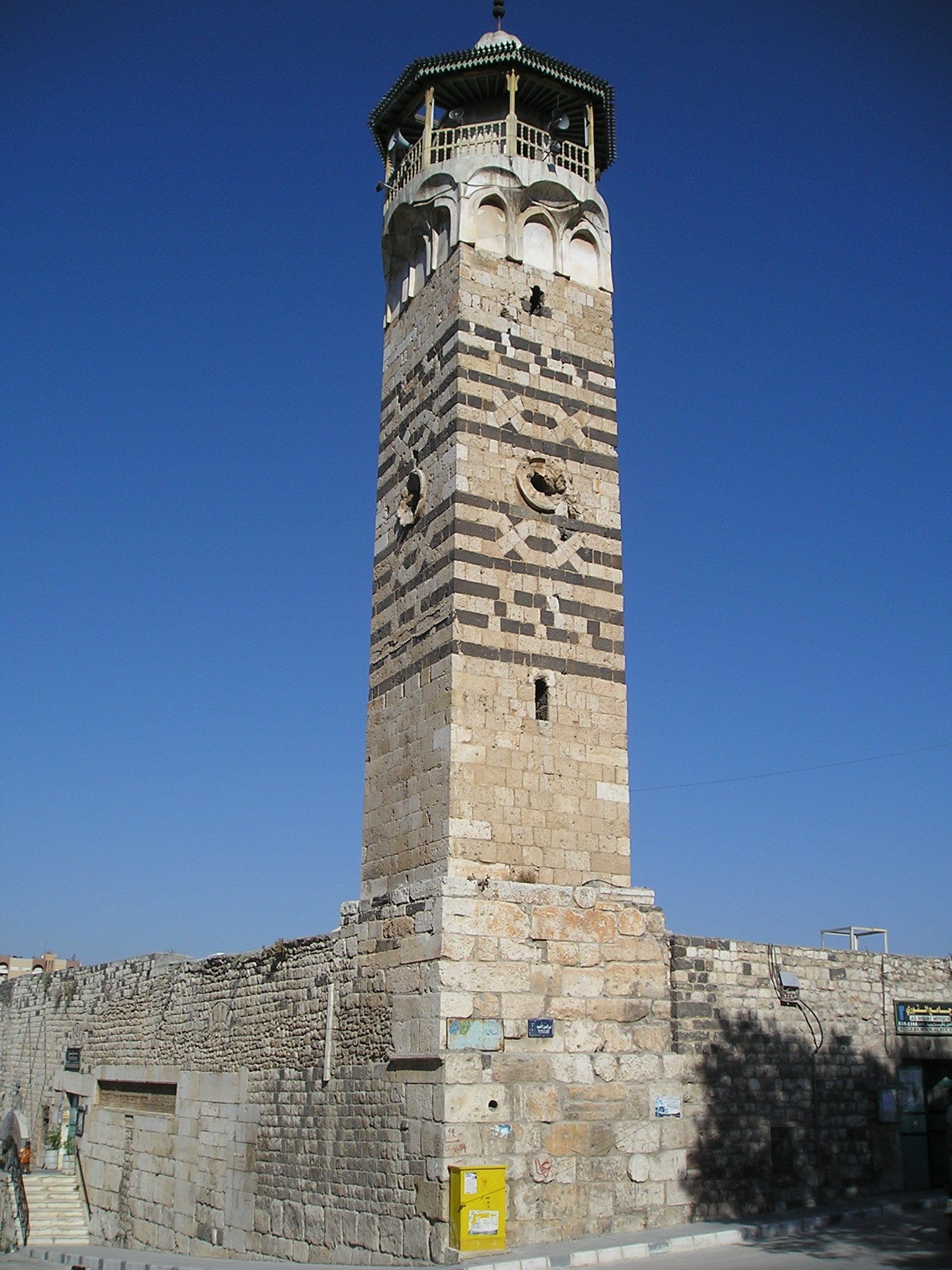
Minarett der Nur-ad-Din-Moschee (von 1172), 2005

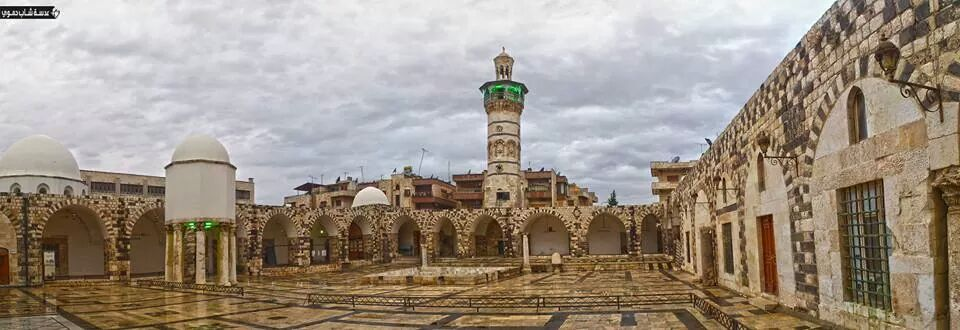
Große Moschee von Hama, 2020

Im Jahre 639 eroberten die muslimischen Araber die oströmische Stadt. 1108 eroberte Tankred von Tiberias die Stadt für die Kreuzfahrer, unter deren Herrschaft sie aber nur bis 1115 blieb. 1157 wurde die Stadt durch ein Erdbeben erschüttert und gelangte in der Folgezeit unter die Kontrolle der Zengiden.
Hama wurde 1178 von Saladin erobert und blieb bis 1341 in der Hand seiner Nachkommen, der Ayyubiden, die Hama an die Mamluken verloren. In dieser Zeit war Hama ein wichtiges Handelszentrum geworden. 1401 wurde die Stadt von den Timuriden zerstört.

### Neuzeit
1516 kam die Stadt dann an die Osmanen und blieb es bis zum Ende des Ersten Weltkrieges. Lediglich von 1831 bis 1839 war sie in der Hand der Ägypter unter Muhammad Ali Pascha.
Reisende des 19. Jahrhunderts beschrieben den überaus konservativen Geist der Bevölkerung von Hama.
Während des französischen Völkerbundmandats kam es 1925 zu einem Aufstand der Stadt gegen die französische Herrschaft. Der Aufstand in der Stadt brach nach einem Luftangriff der Mandatsmacht mit laut Einwohnern mehreren hundert Toten zusammen. 1946 folgte die Unabhängigkeit Syriens.
1964 kam es zu Zusammenstößen zwischen islamistischen Radikalen und den Sicherheitskräften des Baathregimes. Die syrischen Streitkräfte mussten Panzer und Artillerie einsetzen, um die Kontrolle über die Stadt wiederherzustellen.

#### Massaker von Hama
Der Aufstand der Muslimbrüder in Syrien, deren Hochburg Hama war, begann 1976. Während der Herrschaft des Diktators Hafiz al-Assad ereignete sich im Februar 1982 in Hama ein international wenig bekanntes Massaker, bei dem die syrische Armee unter Verteidigungsminister Mustafa Tlas die Stadt bombardierte, weil Mitglieder der islamistischen Muslimbrüder Hama zum Widerstandszentrum gegen die Assad-Regierung ausgebaut hatten. Dabei wurden, insbesondere in der historischen Altstadt, große Verwüstungen angerichtet und schätzungsweise 30.000 Menschen kamen zu Tode. Über die Ereignisse zu reden war lange Zeit ein Tabu in Syrien, bis Demonstranten während des Arabischen Frühlings 2012 bei ihren Protestmärschen darauf aufmerksam machten.

#### Hama im Syrischen Bürgerkrieg
Als ein Zentrum der Proteste in Syrien 2011 rückte Hama in den Blickpunkt der Weltöffentlichkeit. Am 31. Juli 2011 rückten syrische Streitkräfte gewaltsam in die Stadt ein, wobei nach Oppositionsangaben über 100 Menschen starben. Hama ist auch der Ort, an dem das bekannte Revolutionslied „Jalla, irhal ja Baschar“ (Komm schon Baschar, es ist Zeit zu verschwinden) Ende Juni 2011 zum ersten Mal von Demonstranten gesungen wurde. Die später dementierte Nachricht, dass dessen vermeintlicher Autor und Interpret Ibrahim Qaschusch aus Rache von Regierungskräften gefoltert und ermordet worden sei, verbreitete sich damals weltweit. Am 5. Dezember 2024 nahmen die Haiʾat Tahrir asch-Scham die Stadt ein.

## Sehenswürdigkeiten

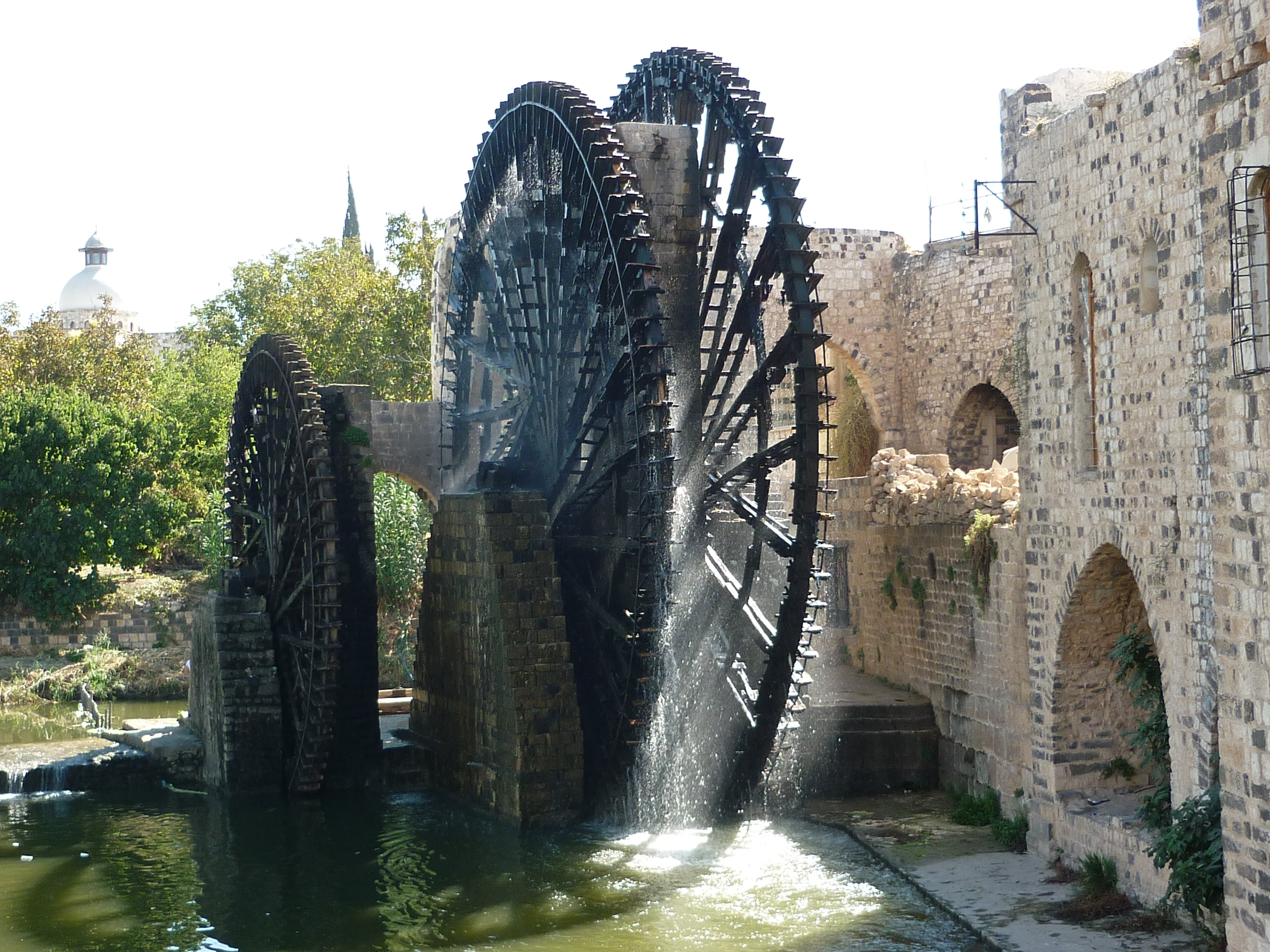
Noria

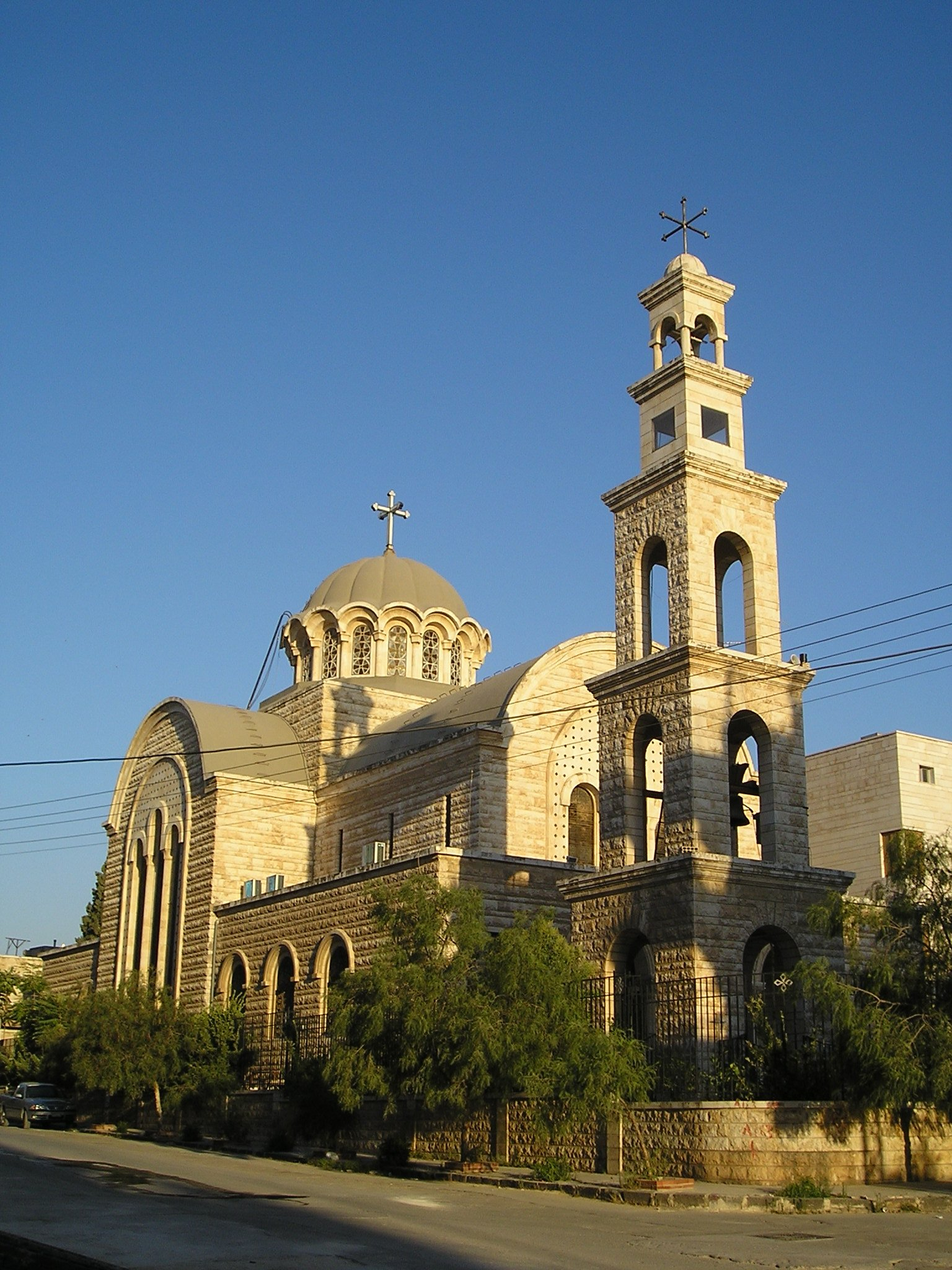
Griechisch-orthodoxe Georgskathedrale in Hama

Berühmt ist Hama vor allem durch seine riesigen Wasserschöpfräder, die Norias am Orontes. Hama weist nach Damaskus und Aleppo den größten Gebäudebestand aus osmanischer Zeit auf. Das Stadtpalais Qasr al-Azm wurde im 18. Jahrhundert errichtet. Es ist der älteste erhaltene Gouverneurspalast in Syrien aus osmanischer Zeit.
Das DAI Damaskus hat das Projekt Topographical Survey of the Old Town of Hama gestartet, dabei widmen sich die Forscher vor allem der Baudokumentation.

## Könige von Hamath
- Toi (Tou) (Altes Testament) im frühen 10. Jahrhundert v. Chr.
- Parita (luwisch) in der 1. Hälfte 9. Jahrhundert v. Chr.
- Urahilina (luwisch)/Irhuleni (assyrisch) 853 bis 845 v. Chr.
- Uratami (luwisch)/Rudamu (assyrisch) ca. 840–820 v. Chr.
- Zakkur um 805/800 v. Chr.
- Azrijau(?) bis 738 v. Chr.
- Eni-ilu ab 738 v. Chr. als assyrischer Vasallenkönig
- Jahu-Bi'di (Jeho-bidi[18]/Jau-bidi/Ilu-bidi) bis 720 v. Chr.
- ab 720 v. Chr. assyrische Provinz[19]

## Söhne und Töchter der Stadt
- Nadschīb ar-Rayyis (1898–1952), Journalist, Herausgeber und antikolonialistischer Aktivist
- Adib asch-Schischakli (1909–1964), Militärführer und Staatspräsident
- Muhammad al-Hamid (1910–1969), Theologe und führendes Mitglied der Muslimbruderschaft
- Akram al-Hawrānī (1915–1996), Politiker und Mitbegründer der Arabischen Sozialistischen Baath-Partei (ASBP)
- Abd al-Hamid as-Sarradsch (1925–2013), Armeeoffizier und Politiker
- Sa’id Hawwa (1935–1989), Theologe und führendes Mitglied der Muslimbruderschaft
- Anas Shakfeh (* 1943), ehemaliger Präsident der Islamischen Glaubensgemeinschaft in Österreich (IGGiÖ)
- ʿAlī Farzāt (* 1951), Karikaturist
- Ibrahim Qaschusch (1977–2011), regimekritischer Aktivist und Volkssänger
- Mahmoud al-Mawas (* 1993), Fußballspieler
- Hend Zaza (* 2009), Tischtennisspielerin

## Klimatabelle
|                       | Jan  | Feb  | Mär  | Apr  | Mai  | Jun  | Jul  | Aug  | Sep  | Okt  | Nov  | Dez  |   |      |
| Mittl. Tagesmax. (°C) | 11,5 | 14,0 | 18,0 | 23,4 | 29,4 | 34,1 | 36,2 | 36,9 | 33,6 | 28,1 | 20,3 | 13,3 | ⌀ | 24,9 |
| Mittl. Tagesmin. (°C) | 3,0  | 3,8  | 6,4  | 9,8  | 13,8 | 18,1 | 20,4 | 20,6 | 17,7 | 13,3 | 7,7  | 4,3  | ⌀ | 11,6 |
|                       |      |      |      |      |      |      |      |      |      |      |      |      |   |      |
| Niederschlag (mm)     | 72   | 59   | 47   | 32   | 11   | 1    | 0    | 0    | 1    | 16   | 37   | 60   | Σ | 336  |
|                       |      |      |      |      |      |      |      |      |      |      |      |      |   |      |
| Sonnenstunden (h/d)   | 4,1  | 5,4  | 7,0  | 8,3  | 10,5 | 12,2 | 12,5 | 11,5 | 10,4 | 8,3  | 6,4  | 4,2  | ⌀ | 8,4  |
|                       |      |      |      |      |      |      |      |      |      |      |      |      |   |      |
| Regentage (d)         | 10   | 9    | 8    | 5    | 1    | 0    | 0    | 0    | 0    | 4    | 6    | 8    | Σ | 51   |
|                       |      |      |      |      |      |      |      |      |      |      |      |      |   |      |
| Luftfeuchtigkeit (%)  | 81   | 75   | 69   | 61   | 49   | 40   | 39   | 42   | 43   | 51   | 69   | 83   | ⌀ | 58,4 |

| 3,0 |

| 3,8 |

| 6,4 |

| 9,8 |

| 13,8 |

| 18,1 |

| 20,4 |

| 20,6 |

| 17,7 |

| 13,3 |

| 7,7 |

| 4,3 |

| 3,0 |

| 3,8 |

| 6,4 |

| 9,8 |

| 13,8 |

| 18,1 |

| 20,4 |

| 20,6 |

| 17,7 |

| 13,3 |

| 7,7 |

| 4,3 |